# Одило
Одило (на немски: Odilo, Oatilo, Uatilo; * 700; † 18 януари 748) е от 736 г. до смъртта си херцог на херцогство Бавария.

## Произход
Произлиза от династията Агилолфинги. Син е на Готфрид (640 – 709), алемански херцог на Швабия. Майка му е дъщеря на баварския херцог Теодо II. Брат е на Лантфрид, Теудебалд и Хуохинг.

## Управление
През 736 г. Одило постъпва на трона след Хугберт (725 – 737). През 739 г. той създава баварските епископии Регенсбург, Фрайзинг, Пасау и Залцбург и определя техните граници.
През 742 г. се жени в Регенсбург за Хилтруда (* 715, † 754) от род Каролинги, дъщеря на Карл Мартел и първатата му съпруга Ротруда. Те имат син Тасило III (* 741, † 796). През 743 г. Одило има конфликт с нейните братя Карлман и Пипин III. Одило губи при битката при Лех, бяга и трябва да признае зависимостта на Бавария от франките, но запазва службата си като херцог. По-късно Карлман води още един наказателен поход против източните саксонци, които са участвали на страната на Одило. Баварското херцогство е намалено, съществува само южно от Дунав, северно от Дунав става франкско.
Одило създава много манастири и сборникът със закони Lex Baiuvariorum, съдържащ всички закони на баварското племе.
Умира на 18 януари 748 г. и е погребан в манастир Генгенбах в Баден-Вюртемберг. Грифон, полубрат на Хилтруда, я отвлича заедно с нейния син. Пипин го прогонва през 749 г. и поставя Тасило III за херцог под регентството на Хилтруда.